# 진사자기
진사자기(辰砂磁器)는 공작석(孔雀石)을 분말로 하여 회청(回靑) 같은 유리 안료(釉裏顔料)를 써서 만든 백자기이며 고려시대부터 만들어졌으나 현존하는 유물로 보아 대체로 임진왜란 이후에 사용된 것을 알 수 있다. 특수한 기형(器形)을 가졌다기보다 입경연화(立莖蓮花)의 특색있는 무늬로 구분되며 어느 특수한 가족집단에 의한 특수요(窯)의 생산품으로 추측된다. 그 외에 봉황문(鳳凰紋)을 넣은 진사, 그릇 표면 전부를 진사로 칠한 것, 청화와 섞어 사용하여 청화백자에 액센트를 주는 경우도 있다.